# Vinny Fountain
Vincent „Vinny“ Fountain (* 12. Oktober 1991 in Virginia, Südafrika) ist ein ehemaliger britischer Biathlet.

## Sportliche Laufbahn
Vinny Fountain gehörte ab der Saison 2015/16 dem Nationalkader an. Er gab sein Debüt in Idre bei einem Sprintrennen des IBU-Cups und wurde 110. Nach etwa einem Jahr standen bereits erste Top-70-Platzierungen zu Buche, was dem Briten die Teilnahme an den Weltmeisterschaften 2017 ermöglichte. Das Sprintrennen schloss er auf Platz 102, die Staffel an der Seite von Scott Dixon, Marcel Laponder und Alex Gleave auf Rang 26 ab. Gleichzeitig war diese die letzte Staffel, die von britischen Herren im Weltcup gestellt werden konnte. Nachdem Fountain die Folgesaison komplett verpasst hatte, stieg er zu Beginn des Winters 2018/19 wieder im IBU-Cup ein. Außerdem nahm er an den Europameisterschaften 2019 teil, wurde dort 99. im Sprint und 89. im Einzel. Zum Saisonende sprang für den gebürtigen Südafrikaner das beste IBU-Cup-Resultat der Karriere heraus, in Martell ging es im Sprint auf Platz 55. Eine weitere verhältnismäßig gute Saison bescherte Fountain ein Jahr später eine weitere WM-Teilnahme. In Antholz startete er mit Amanda Lightfoot erstmals in einer Single-Mixed-Staffel, außerdem lief er im Einzel und im Sprint.
2020 und 2021 nahm Fountain wieder an Europameisterschaften teil, kam aber mit jeweils vielen Schießfehlern in jedem Einzelrennen außerhalb der besten 100 ins Ziel. Bei seiner letzten Weltmeisterschaftsteilnahme 2021 gab es mit den Positionen 98 und 100 zum einzigen Mal Platzierungen in den Top-100 auf Weltcupebene. Auch an Sommerbiathlon-Weltmeisterschaften nahm der Brite 2019 und 2021 teil, in Nové Město na Moravě gab es 2021 mit Platz 32 im Sprint auch einen Achtungserfolg zu verzeichnen. Nach einer weiteren Saison im IBU-Cup und einer erneuten EM-Teilnahme gab Fountain im März 2022 über die sozialen Medien sein Karriereende bekannt.

## Persönliches
Vinny Fountain lebt in Nottingham.

## Statistiken

### Weltcupplatzierungen
Die Tabelle zeigt alle Platzierungen (je nach Austragungsjahr einschließlich Olympische Spiele und Weltmeisterschaften).
- 1.–3. Platz: Anzahl der Podiumsplatzierungen
- Top 10: Anzahl der Platzierungen unter den ersten zehn (einschließlich Podium)
- Punkteränge: Anzahl der Platzierungen innerhalb der Punkteränge (einschließlich Podium und Top 10)
- Starts: Anzahl gelaufener Rennen in der jeweiligen Disziplin
- Staffel: inklusive Mixed- und Single-Mixed-Staffeln

| Platzierung | Einzel | Sprint | Verfolgung | Massenstart | Staffel | Gesamt |
| ----------- | ------ | ------ | ---------- | ----------- | ------- | ------ |
| 1. Platz    |        |        |            |             |         |        |
| 2. Platz    |        |        |            |             |         |        |
| 3. Platz    |        |        |            |             |         |        |
| Top 10      |        |        |            |             |         |        |
| Punkteränge |        |        |            |             | 2       | 2      |
| Starts      | 2      | 3      |            |             | 2       | 7      |

### Biathlon-Weltmeisterschaften
Ergebnisse bei den Weltmeisterschaften:
| Weltmeisterschaften | Weltmeisterschaften | Einzelwettbewerbe | Einzelwettbewerbe | Einzelwettbewerbe | Einzelwettbewerbe | Staffelwettbewerbe | Staffelwettbewerbe | Staffelwettbewerbe |
| Jahr                | Ort                 | Einzel            | Sprint            | Verfolgung        | Massenstart       | Herrenstaffel      | Mixedstaffel       | S.-M.-Staffel      |
| ------------------- | ------------------- | ----------------- | ----------------- | ----------------- | ----------------- | ------------------ | ------------------ | ------------------ |
| 2017                | Hochfilzen          | –                 | 102.              | –                 | –                 | 26.                | –                  | N/A                |
| 2020                | Antholz             | 102.              | 107.              | –                 | –                 | –                  | –                  | 30.                |
| 2021                | Pokljuka            | 98.               | 100.              | –                 | –                 | –                  | –                  | –                  |